# История Древнего Рима

Границы Древнего Рима

История Древнего Рима длилась от основания города Рим в 753 году до н. э. до самого падения созданной под его началом Римской империи в 476 году н. э. Период делится на три основных этапа: царский (753 до н. э. — 509 год до н. э.), республиканский (509 год до н. э. — 27 год до н. э.) и императорский (27 год до н. э. — 476 год н. э.).
Древний Рим — одна из самых могущественных древних цивилизаций, получившая название от её столицы — Рима. Сильное влияние на становление древнеримской цивилизации оказали культуры этрусков, латинов и древних греков. Пика своего могущества Древний Рим достиг во II веке н. э., когда под его властью оказались народы Северной Африки, Средиземноморья, Европы и Ближнего Востока.
Древний Рим создал культурную почву для европейской цивилизации, оказав определяющее влияние на средневековую и последующую историю. Современному миру Древний Рим подарил римское право, некоторые архитектурные формы и решения (например, крестово-купольную систему) и множество других новшеств (например, водяная мельница). Христианство как вероучение родилось на территории Римской империи. Официальным языком древнеримского государства был латинский, религия в течение большей части периода существования была политеистична, неофициальным гербом империи был золотой орёл (aquila), а после принятия христианства появились лабарумы с хризмой.

## Ранняя римская история

### Формирование поселения
Территория Древнего Рима, то есть Апеннинского полуострова, была заселена множеством племён уже в II—I тыс. до н. э. Среди них были иллирийцы, этруски, лигуры и др. Наиболее развитыми среди них были этруски. Именно они расселились на территории побережья Тибра, в области современной Тосканы, Кампании и Паданского региона.
Согласно археологическим исследованиям, территория, собственно, Рима была заселена ещё во II тыс. до н. э. В X—VIII вв. в этой области проживали отдельные родовые общины, которые постепенно теснили некоторые из вышеназванных племён. Постепенно начинался процесс синойкизма — слияния отдельных родовых поселений, который завершился к 754—753 гг. образованием Рима. Предположительно, он делился на три трибы — аналог греческих фил, а в его этнический состав входили этруски, сабины и латины.
Город был основан вокруг поселений у брода через реку Тибр, на пересечении торговых путей. Согласно археологическим свидетельствам, Рим был основан как деревня, вероятно, в IX веке до н. э. двумя центрально-италийскими племенами, латинами и сабинянами (сабинами), на холмах Палатинском, Капитолийском и Квиринале.

### Легенда о Ромуле и Реме
Четырнадцатый по счёту царь Альба-Лонги Нумитор был свергнут своим братом Амулием. Амулий не хотел, чтобы дети Нумитора помешали его честолюбивым замыслам: сын Нумитора пропал во время охоты, а Рею Сильвию заставили стать весталкой. На четвёртый год служения к ней в священной роще явился бог Марс, от которого Рея Сильвия и родила двух сыновей. Разгневанный Амулий приказал положить младенцев в корзину и бросить в реку Тибр. Однако корзину прибило к берегу у подошвы Палатинского холма, где их вскормила волчица, а заботы матери заменили прилетевшие дятел и чибис. Впоследствии все эти животные стали священными для Рима. Затем братьев подобрал царский пастух Фаустул. Жена его, Акка Ларенция, ещё не утешившаяся после смерти своего ребёнка, приняла близнецов на своё попечение. Когда Ромул и Рем выросли, они вернулись в Альба-Лонгу, где узнали тайну своего происхождения. Они убили Амулия и восстановили на троне своего деда Нумитора.

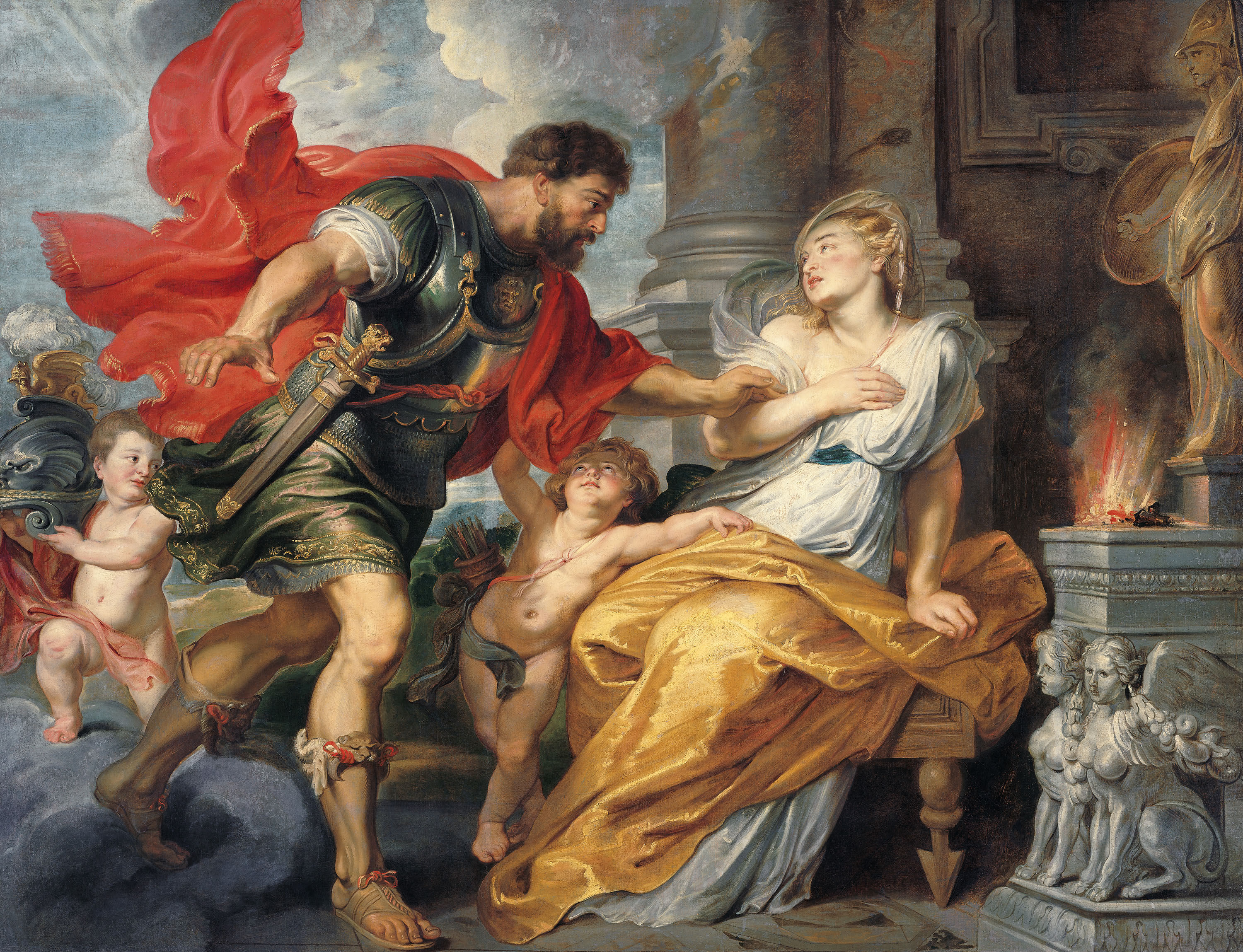
Древнеримский бог войны Марс и Рея Сильвия. Рубенс П. П.

Спустя четыре года, по воле своего деда, Ромул и Рем отправились к Тибру искать место для основания новой колонии Альба-Лонга. По легенде, Рем выбрал низменность между Палатинским и Капитолийским холмами, но Ромул настаивал на том, чтобы основать город на Палатинском холме. Обращение к знамениям не помогло, вспыхнула ссора, в ходе которой Ромул убил своего брата. Раскаявшись в убийстве Рема, Ромул основал город, которому дал своё имя (лат. Roma), и стал его царём. Датой основания города считается 21 апреля 753 года до н. э. (когда вокруг Палатинского холма плугом была проведена первая борозда). По средневековой легенде, сыном Рема — Сением был основан город Сиена.

#### Латины и этруски
С середины II тыс. до н. э. в нижнем течении Тибра расселялись латино-сикульские племена, ветвь италиков, пришедших на Апеннинский полуостров из придунайских областей в начале II тыс. до н. э. Латины обосновались на холмах Палатин и Велия, соседние холмы заняли сабины. После объединения нескольких латинских и сабинских посёлков в середине VIII века до н. э. на Капитолийском холме была выстроена общая для всех крепость — Рим.
Этруски были древними племенами, населявшими в первом тысячелетии до н. э. северо-запад Апеннинского полуострова (область — древняя Этрурия, современная Тоскана) между реками Арно и Тибр и создавшими развитую цивилизацию, предшествовавшую римской и оказавшую на неё большое влияние. Римская культура унаследовала многие обычаи и традиции из культуры этрусков. Примерно во II веке до н. э., вследствие ассимиляции со стороны Рима, этрусская цивилизация прекратила своё существование.

#### Начало Рима
С целью увеличить население Рима на первых стадиях его развития, Ромул предоставил чужакам права, свободы и гражданство наравне с первыми поселенцами, для которых он отвёл земли Капитолийского холма. Благодаря этому в город начали стекаться беглые рабы, изгнанники и просто искатели приключений из других городов и стран.
В Риме также не хватало женского населения — соседние народы справедливо считали постыдным для себя вступление в родственные союзы с толпой бродяг, как они называли в то время римлян. Тогда Ромул придумал торжественный праздник — Консуалии, с играми, борьбой и разного рода гимнастическими и кавалерийскими упражнениями. На праздник съехались многие соседи римлян, в том числе сабиняне (сабины). В минуту, когда зрители и, в особенности, зрительницы были увлечены ходом игры, по условному знаку многочисленная толпа римлян с мечами и копьями в руках набросилась на безоружных гостей. В сумятице и давке римляне захватили женщин, сам Ромул взял себе в жёны сабинянку Герсилию. Свадьба с ритуалом похищения невесты с тех пор стала римским обычаем.

## Царский период

### Семь царей
Традиция неизменно говорит о семи римских царях, всегда называя их одними и теми же именами и в одном и том же порядке: Ромул, Нума Помпилий, Тулл Гостилий, Анк Марций, Тарквиний Приск (Древний), Сервий Туллий и Луций Тарквиний Гордый.

#### Ромул
После похищения римлянами сабинянских женщин вспыхнула война между Римом и сабинянами. Во главе со своим царём Тацием, сабиняне отправились на Рим. Однако похищенные женщины сумели помирить обе враждующие стороны, так как уже прижились в Риме. Тогда римляне и сабиняне заключили мир и жили под властью Ромула и Тация. Однако через шесть лет после совместного правления Таций был убит оскорблёнными гражданами колонии Камерии, куда он совершал поход. Ромул стал царём объединённых народов. Ему приписывается создание Сената, состоявшего в то время из 100 «отцов», укрепление Палатина и формирование римской общины (разделение римлян на патрициев и плебеев).

#### Нума Помпилий
Нума Помпилий был вторым царём Рима. Вскоре после смерти первого царя, Ромула, Нума был избран Римским царём Сенатом за справедливость и набожность. История рассказывает, что он был сабином и что, прибыв в Рим, он сначала поселился на Квиринале, а затем построил себе дворец на Велии, между Квириналом и Палатином.
Нуме приписывается введение 12-месячного календаря вместо старого 9-месячного, создание жреческих коллегий и строительство храма Януса на форуме.

#### Тулл Гостилий
Тулл Гостилий прославился как воинственный царь: он разрушил Альба Лонгу, воевал с Фиденами, Вейями, сабинами. Жителей разрушенной Альбы он переселил в Рим, дав им права гражданства, а знать зачислил в Сенат.

#### Анк Марций
В лице Анка Марция Рим снова получил царя-сабина. Он был внуком Нумы и в области богопочитания старался во всём подражать деду.
Анк Марций воевал с сабинами и расширил Рим в сторону моря и этрусского берега Тибра. Это послужило началом интенсивных отношений с этрусками, которые вскоре укрепляются в правление следующего царя.

#### Тарквиний Древний
Богатство и обходительный нрав сделали Тарквиния Древнего, переселенца из этрусского города Тарквиний, настолько популярным в римском обществе, что после смерти Анка его избрали царём. Он вёл удачные войны с соседями, увеличил количество сенаторов на 100 человек, учредил общественные игры, приступил к осушению посредством каналов болотистых частей города. Последний царь, Луций Тарквиний Гордый, был сыном Древнего; этрусское происхождение двух царей повлияло на общественную жизнь Рима: многочисленные «этрускизмы» в языке, обычаях, политическом устройстве и религии римлян; широкая «экспансия» этрусков, в частности в Лации и Кампании (Тускул, Капуя), наличие в Риме целого этрусского квартала.

#### Сервий Туллий
Преемником Тарквиния был Сервий Туллий. Существуют две версии его происхождения. Согласно одной, он был сыном одной знатной женщины из города Корникула, попавшей в плен к римлянам. Он вырос в доме Тарквиния, где он пользовался величайшей любовью и почётом, в том числе и у сенаторов и народа. Царь выдал за него замуж свою дочь. После того, как царь Тарквиний был убит сыновьями Анка Марция, Сервий Туллий, воспользовавшись своей популярностью, захватил власть с одобрения Сената.
Согласно другой версии, Сервий Туллий был Мастарной, этрусским авантюристом, выгнанным из Этрурии и поселившимся в Риме. Там он переменил имя и достиг царской власти. Этот рассказ произносит император Клавдий (I век н. э.), и, скорее всего, он в значительной степени основан на непонимании этрусских сказаний.

#### Тарквиний Гордый
Преемником Сервия Туллия стал Тарквиний Гордый, сын Тарквиния Приска, следовательно, этруск. Власть он захватывает убийством своего тестя (Тарквиний был женат на дочери С. Туллия, Туллии). Его правление носило деспотический характер: он не считался с мнением Сената, прибегал к казням, изгнаниям и конфискациям. Когда Тарквиний был изгнан из Рима, этруски пытались оказать ему помощь и восстановить на троне.

### Падение царской власти и образование республики
Изгнание царя было делом рук римского (латино-сабинского) патрициата. По преданию, Секст Тарквиний, сын Тарквиния Гордого, с обнажённым мечом в руке явился в спальню к Лукреции, жене римского патриция Тарквиния Коллатина, и угрозами овладел ею. Лукреция рассказала о случившемся мужу и отцу, и, выхватив нож, спрятанный под одеждой, вонзила его себе в сердце. Родственники и друзья во главе с Луцием Юнием Брутом вынесли окровавленное тело Лукреции на площадь и призвали граждан к восстанию против Тарквиниев. Царь не смог подавить движения и был вынужден с семьёй уйти в изгнание в Этрурию. Тогда народ в собрании по центуриям выбрал двух консулов — Брута и Коллатина, учредив таким образом республику.

## Республиканский Рим

### Ранняя Римская Республика (510—264 годы до н. э.)

#### Борьба патрициев и плебеев

Сенат и народ Рима

Ранняя история Рима отмечена господством родовой аристократии, патрициев, кроме которых никто не мог заседать в Сенате. Им подчинялись плебеи, являвшиеся, возможно, потомками побеждённого народа. Однако не исключено, что по происхождению патриции были просто богатыми землевладельцами, организовавшимися в кланы, и присвоившими привилегии высшей касты. Власть избранного царя ограничивалась Сенатом и собранием кланов, которая даровала царю после избрания imperium (верховную власть). Плебеям не дозволялось носить оружие, их браки не признавались законными — эти меры были рассчитаны на то, чтобы оставить их без защиты, без поддержки семьи и родовой организации. Так как Рим был самым северным форпостом латинских племён, соседствующим с этрусской цивилизацией, римское аристократическое образование напоминало спартанское особым вниманием к патриотизму, дисциплине, смелости и военному мастерству.
Свержение монархии не привело к сильным изменениям в политическом устройстве Рима. Место пожизненного царя заняли два избираемых на один год из числа патрициев консула. Они руководили заседаниями Сената и народного собрания, контролировали выполнение принятых этими органами решений, распределяли граждан по центуриям, следили за сбором податей, осуществляли судебную власть, во время войны командовали войсками. По истечении срока полномочий они отчитывались перед Сенатом и могли быть подвергнуты судебному преследованию. Помощниками консулов по судебным делам были квесторы, к которым позже перешло заведование казной. Народное собрание было высшим государственным органом, оно утверждало законы, объявляло войну, заключало мир, избирало всех должностных лиц (магистратов). Возросла роль Сената: ни один закон, действующий дольше времени правления консулов, принявших его, не мог вступить в силу без его одобрения; он контролировал деятельность магистратов, решал внешнеполитические вопросы, осуществлял надзор над финансами и религиозной жизнью.
Основным содержанием истории раннереспубликанского Рима была борьба плебеев за равноправие с патрициями, которые монополизировали право заседать в Сенате, занимать высшие магистратуры и получать землю из «общественного поля». Плебеи требовали отмены долговой кабалы и ограничения долгового процента. Рост военной роли плебеев (к началу V века до н. э. они уже составляли основную часть римской армии) позволил им оказывать эффективное давление на патрицианский Сенат. В 494 году до н. э. после очередного отказа Сената удовлетворить их требования они ушли из Рима на Священную гору (первая сецессия), и патрициям пришлось пойти на уступки: была учреждена новая магистратура — народные трибуны, избиравшиеся исключительно из плебеев (первоначально два) и обладавшие священной неприкосновенностью; они имели право вмешиваться в деятельность остальных магистратов (интерцессия), налагать запрет на любые их решения (вето) и привлекать их к судебной ответственности. В 457 году до н. э. число народных трибунов возросло до десяти. В 452 году до н. э. плебеи вынудили Сенат создать комиссию из десяти членов (децемвиров) с консульской властью для записи законов, прежде всего ради фиксации (то есть ограничения) полномочий патрицианских магистратов. В 443 году до н. э. консулы лишились права распределять граждан по центуриям, которое было передано новым магистратам — двум цензорам, избиравшимся из числа патрициев раз в пять лет центуриатными комициями сроком на 18 месяцев. В 421 до н. э. плебеи получили право занимать должность квестора, хотя реализовали его лишь в 409 году до н. э. Реставрировался институт консулов при условии, что один из них обязательно будет плебеем, но Сенат добился передачи судебной власти от консулов преторам, избираемым из патрициев. В 337 году до н. э. плебеям стала доступна и должность претора. В 300 году до н. э. по закону братьев Огульниев плебеи получили доступ в жреческие коллегии понтификов и авгуров.
Таким образом, все магистратуры оказались открытыми для плебеев. Их борьба с патрициями завершилась в 287 до н. э. Победа плебеев привела к изменению социальной структуры римского общества: добившись политического равноправия, они перестали быть сословием, отличным от сословия патрициев; знатные плебейские роды составили вместе со старыми патрицианскими родами новую элиту — нобилитет. Это способствовало ослаблению внутриполитической борьбы в Риме и консолидации римского общества, что позволило ему мобилизовать все свои силы для проведения активной внешнеполитической экспансии.

#### Завоевание Римом Италии
После превращения Рима в республику началась территориальная экспансия римлян. Первоначально их основными противниками на севере были этруски, на северо-востоке — сабины, на востоке — эквы и на юго-востоке — вольски.
В 509—506 до н. э. Рим отразил наступление этрусков, выступивших в поддержку свергнутого Тарквиния Гордого, а в 499—493 до н. э. одержал верх над Арицийской федерацией латинских городов (Первая Латинская война), заключив с ней союз на условиях невмешательства во внутренние дела друг друга, взаимной военной помощи и равенства при разделе добычи. Это позволило римлянам начать серию войн с сабинами, вольсками, эквами и могущественными южноэтрусскими поселениями.
Укрепление внешнеполитических позиций римлян в Средней Италии было прервано нашествием галлов, которые в 390 до н. э. разгромили римскую армию у реки Аллия, захватили и сожгли Рим; римляне укрылись в Капитолии. Хотя галлы вскоре покинули город, влияние римлян в Лации значительно ослабло; союз с латинами фактически распался, против Рима возобновили войну вольски, этруски и эквы. Однако римлянам удалось отразить натиск соседних племён. После нового галльского вторжения в Лаций в 360 до н. э. возродился римско-латинский союз (358 до н. э.). К середине IV века до н. э. Рим уже имел полный контроль над Лацием и Южной Этрурией и продолжил экспансию в другие районы Италии. В 343 до н. э. жители кампанского города Капуи, понеся поражение от самнитов, перешли в римское подданство, что вызвало Первую Самнитскую войну (343—341 до н. э.), закончившуюся победой римлян и подчинением Западной Кампании.
Рост могущества Рима привёл к обострению его отношений с латинами, что спровоцировало Вторую Латинскую войну (340—338 до н. э.), в итоге которой Латинский союз был распущен, часть земель латинов конфискована, с каждой общиной заключён отдельный договор. Жители ряда латинских городов получили римское гражданство; остальные были уравнены с римлянами только в имущественных, но не в политических правах. В ходе Второй (327—304 до н. э.) и Третьей (298—290 до н. э.) Самнитских войн римляне разгромили Самнитскую федерацию и нанесли поражение её союзникам — этрускам и галлам. Те были вынуждены вступить в неравноправный союз с Римом и уступить ему часть своей территории. Рим укрепил своё влияние в Лукании и Этрурии, установил контроль над Пиценом и Умбрией и овладел Сенонской Галлией, превратившись в гегемона всей Средней Италии.
Проникновение Рима в Южную Италию привело в 280 до н. э. к войне с Тарентом, самым могущественным из государств Великой Греции, и его союзником эпирским царём Пирром. В 276—275 до н. э. римляне победили Пирра, что позволило им к 270 до н. э. подчинить Луканию, Бруттий и всю Великую Грецию. Завоевание Римом Италии вплоть до границ с Галлией завершилось в 265 до н. э. взятием Вольсиний в Южной Этрурии. Общины Южной и Средней Италии вошли в Италийский союз во главе с Римом.

### Поздняя Римская Республика (264—27 годы до н. э.)

#### Рим становится мировой державой
Экспансия Рима в другие территории Средиземноморья сделала неизбежным столкновение Римской республики с Карфагеном, ведущей державой Средиземноморья. В результате трёх пунических войн между двумя державами, Рим уничтожил Карфагенское государство и включил его территорию в состав республики. Это позволило ему продолжить экспансию в другие районы Средиземноморья. После завоеваний III—I века до н. э. Рим превратился в мировую державу, а Средиземное море — во внутреннее римское море.

#### Первая Пуническая война
Первая Пуническая война (264—241 до н. э.) не решила всех противоречий между двумя державами. Она закончилась поражением Карфагена. Для победы Риму пришлось значительно развить судостроение и свой флот. Карфагенский флот был очень могущественен и практически непобедим. Победа Рима стала возможной благодаря превосходству ресурсов — за время войны потери в кораблях составляли 700 и 500 (для Рима и Карфагена соответственно). Римская армия состояла из ополченцев и к концу войны стала опытной и достаточно профессиональной. Карфагенская же армия наёмников часто показывала свою ненадёжность. Рим также показал свою готовность идти до конца и не останавливаться перед любыми жертвами ради победы. Резервы же Карфагена, опиравшегося на наёмные армии, исчерпались быстрее. Неспособность Карфагена поддерживать большие армии привела к невозможности широкого применения абордажного боя на море. Это привело к оголению сухопутного фронта. В результате поражения, Карфаген был вынужден отказаться от Сицилии, выплачивать 3200 талантов контрибуции в течение 10 лет, вносить небольшой выкуп за свою сицилийскую армию. Первая война была, в сущности, только схваткой из-за Сицилии. Следующим же этапом стала борьба за мировое господство.

#### Вторая Пуническая война
Вторая Пуническая война (Ганнибалова война) (218—202 до н. э.) была ожесточённая война между Римом и Карфагеном за господство над Средиземным морем. В разное время на стороне Рима воевали Сиракузы, Нумидия, Этолийский союз и Пергамское царство, на стороне Карфагена — Македония, Нумидия, Сиракузы и Ахейский союз.
Официальной причиной войны для римлян стала осада и взятие испанского города Сагунта (союзника Рима) карфагенским полководцем Ганнибалом. После этого Рим объявил Карфагену войну. Поначалу карфагенская армия под предводительством Ганнибала одерживала верх над римскими войсками. Самой значимой из побед карфагенян является битва при Каннах, после которой в войну на стороне Карфагена вступила Македония. Однако римляне вскоре смогли перехватить инициативу и перешли в наступление. Последним сражением войны стала битва при Заме, после которой Карфаген запросил мира. По условиям мира Карфаген выплатил 10 000 талантов контрибуции, не мог содержать более 10 боевых кораблей и вести боевых действий без разрешения Сената, и отдавал Испанию римлянам.
В результате войны Карфаген потерял все свои владения за пределами Африки. Рим стал сильнейшим государством Запада.

#### Третья Македонская война
В 171—168 до н. э. римляне разгромили коалицию Македонии, Эпира, Иллирии и Этолийского союза (Третья Македонская война) и уничтожили Македонское царство, создав на его месте четыре самостоятельных округа, плативших им дань; Иллирия также была разделена на три зависимых от Рима округа; Этолийский союз прекратил своё существование.
В результате очередной победы Рима в Третьей Македонской войне, он уже не нуждался в поддержке своих бывших союзников — Пергамского царства, Родоса и Ахейского союза. Римляне отняли у Родоса его владения в Малой Азии и нанесли удар по его торговому могуществу, объявив соседний Делос свободным портом. Рим превратился в гегемона Восточного Средиземноморья.

#### Третья Пуническая война
В ходе Третьей Пунической войны (149—146 до н. э.) Карфаген был взят римской армией и разрушен до основания. В результате Карфагенское государство прекратило своё существование.

#### Братья Гракхи
В 133 до н. э. народный трибун Тиберий Семпроний Гракх выдвинул проект земельной реформы, которая должна была ограничивать предел владения ager publicus (общественной землёй) 500 югерами — 125 га. Допускалось также увеличение земельного надела на 250 югеров за каждого сына, но не более чем на двоих сыновей. Остальная земля конфисковывалась и разделялась между безземельными гражданами участками по 30 югеров без права продажи. После упорной борьбы закон был принят, и была создана комиссия по перераспределению земли. Однако вскоре Тиберий был убит. Через несколько лет народным трибуном стал его младший брат Гай, предложивший серию законопроектов. Вскоре, однако, он был вынужден покончить жизнь самоубийством во время начавшихся беспорядков.

#### Конец II и начало I века до н. э.
Важным вопросом в начале I века до н. э. стала проблема прав италиков — в ходе завоевания Римом Италии завоёванные общины получали различные права, которые, как правило, были ограниченными по сравнению с римскими. В то же время италики служили в римской армии и зачастую использовались в качестве «пушечного мяса». Невозможность получить права, равные правам римских граждан, подтолкнули италиков к Союзнической войне.

#### Диктатура Суллы

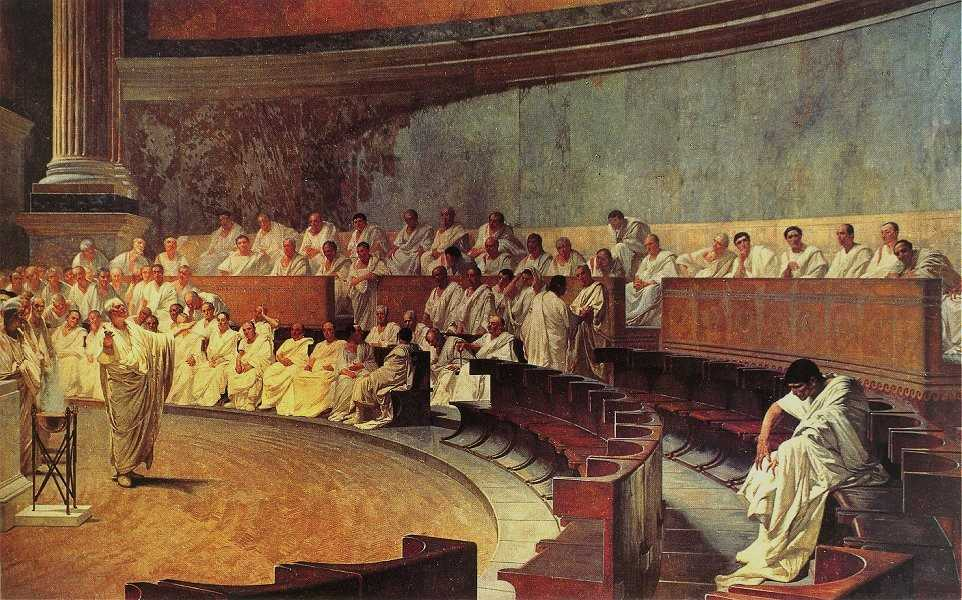
Заседание Римского Сената (Цицерон атакует Катилину)

Луций Корнелий Сулла пришёл к власти в 82 году до н. э. Сулла призвал Сенат избрать «междуцаря» — интеррекса, поскольку консулов тогда не было: Гней Папирий Карбон умер в Сицилии, Гай Марий младший — в Пренесте. В итоге Сенат избрал Луция Валерия Флакка в надежде, что он внесёт предложение устроить выборы консулов. Сулла поручил ему внести в народное собрание следующее предложение: как считал Сулла, для Рима в настоящее время было бы полезно, чтобы в нём было диктаторское правление, хотя этот обычай прекратился 120 лет тому назад. Тот, кто будет избран, будет править до тех пор, пока Рим, Италия, вся римская держава, потрясённая междоусобными распрями и войнами, не укрепится. Это предложение имело в виду самого Суллу — в этом не было никакого сомнения. Сулла и сам не мог скрыть этого и в конце своего послания открыто заявлял, что именно он в настоящее время будет полезен для Рима. На Форуме начали вывешивать проскрипции — таблички с именами тех, кого следовало ликвидировать. Убийца проскрибированного, принёсший Сулле голову в качестве доказательства, получал два таланта (40 кг) серебра; раб получал свободу. Доносчики также получали подарки. Тех же, кто укрывал врагов Суллы, ждала смерть. Многие соратники Суллы (Помпей, Красс, Лукулл) нажили огромные богатства на распродажах имущества и на внесении богатых людей в проскрипции. Чтобы сохранить видимость исконного государственного строя, Сулла допустил и назначение консулов в 81 году до н. э. Консулами стали Марк Туллий Декула и Гней Корнелий Долабелла. Существующие законы Сулла начал отменять и вместо них издавал другие. К числу членов Сената Сулла прибавил до 300 новых членов из наиболее знатных всадников.

#### Восстание Спартака
Во II веке до н. э. рабство стало важной хозяйственной системой, хотя тезис о решающем его значении, распространённый в советской историографии, не подтверждается материалами источников. Однако число рабов было очень велико. Огромное увеличение количества рабов и ухудшение их положения послужило одной из основных причин роста недовольства среди рабов. К времени правления Суллы ситуация в стране была крайне напряжена.
Вскоре после смерти Суллы в стране разразилось восстание рабов под предводительством Спартака. Отряд Спартака увеличивался за счёт притока новых беглых рабов, которых гладиаторы быстро обучали искусству рукопашного боя; его численность достигала нескольких десятков тысяч человек. Армия восставших рабов прошла с боями через всю Италию, где Спартак намеревался переправиться на остров Сицилию. Однако пираты, которым он заплатил за корабли, обманули Спартака и не прислали свои суда. В этот момент посланные Римом войска, возглавляемые Марком Лицинием Крассом, смогли запереть армию восставших на крайнем юге Италии, лишив их возможности манёвра. Спартаку удалось ещё раз прорваться сквозь заслоны Красса, но тот вскоре разбил восставших. Сам Спартак пал в бою, пытаясь пробиться к Крассу и вступить с ним в единоборство. Всех взятых в плен 6000 восставших Красс приказал распять на крестах, установленных вдоль Аппиевой дороги. Разрозненные остатки восставших, пытавшихся прорваться на север, были перехвачены и уничтожены Гнеем Помпеем, вернувшимся из Испании.

#### 60-е и 50-е годы
60-е годы ознаменовались дальнейшим усилением влияния Гнея Помпея, очистившего Средиземноморье от пиратов и одержавшего несколько крупных побед на Востоке. Кроме того, в это десятилетие Квинт Цецилий Метелл покорил Крит, а Луций Лициний Лукулл провёл кампанию в Малой Азии, хотя впоследствии плодами его побед воспользовался Помпей. Против усиления Помпея выступило большинство сенаторов, а также влиятельный в Риме Марк Лициний Красс, давний соперник Помпея. В это же десятилетие набирает популярность Гай Юлий Цезарь, и в 63 году он избирается великим понтификом, опередив многих именитых соперников.
В 63 году в Риме был раскрыт и подавлен заговор Катилины — заметная попытка насильственного изменения республиканского строя. Основную роль в раскрытии заговора сыграл оратор и консул этого года Марк Туллий Цицерон, провозглашённый «отцом отечества». В 60 году Гаю Юлию Цезарю было отказано в триумфе, что стало причиной разрыва Цезаря с Сенатом. Это было связано с тем, что традиционно хорошо организованный триумф был способом значительно увеличить расположение народа к себе, а в случае Цезаря — ещё раз напомнить о себе и своей прежней щедрости после отсутствия в Риме. В результате недовольные по разным причинам Сенатом Цезарь, Гней Помпей Великий и Марк Лициний Красс организовали первый триумвират на антисенатской основе, в рамках которого контролировали политическую жизнь Рима в течение нескольких последующих лет. Однако вскоре искусственность триумвирата стала очевидной, а после смерти дочери Цезаря и жены Помпея Юлии Цезарис (54 год до н. э.) и гибели Красса в походе против Парфии (53 год до н. э.) триумвират распался.
Находившийся в Галлии Цезарь и оставшийся в Риме Помпей были двумя людьми, которые имели возможность претендовать на единоличную власть. В это время Помпей примирился с сенатским большинством, и вскоре заручился его поддержкой: сенаторы видели Помпея более подходящей кандидатурой на роль диктатора, чем Цезаря. Коррупция на выборах приняла невероятные масштабы, суммы подкупов исчислялись уже миллионами сестерциев. Ситуацию усугубляли раздоры между народными трибунами, действовавшими в интересах разных сторон. В Риме уже открыто говорили о необходимости диктатуры. В 52 году до н. э. Гней Помпей Великий несколько месяцев был консулом без коллеги, что давало ему практически неограниченные полномочия, но в то же время гарантировало его подотчётность Сенату. Сенат с согласия Помпея стал требовать от Цезаря сложить с себя полномочия наместника в Галлии, распустить свои легионы и вернуться в Рим как частное лицо.

#### Гражданская война
Нарастающие неразрешимые противоречия между Цезарем и Помпеем привели к охватившей всё Средиземноморье гражданской войне.

#### Гай Юлий Цезарь

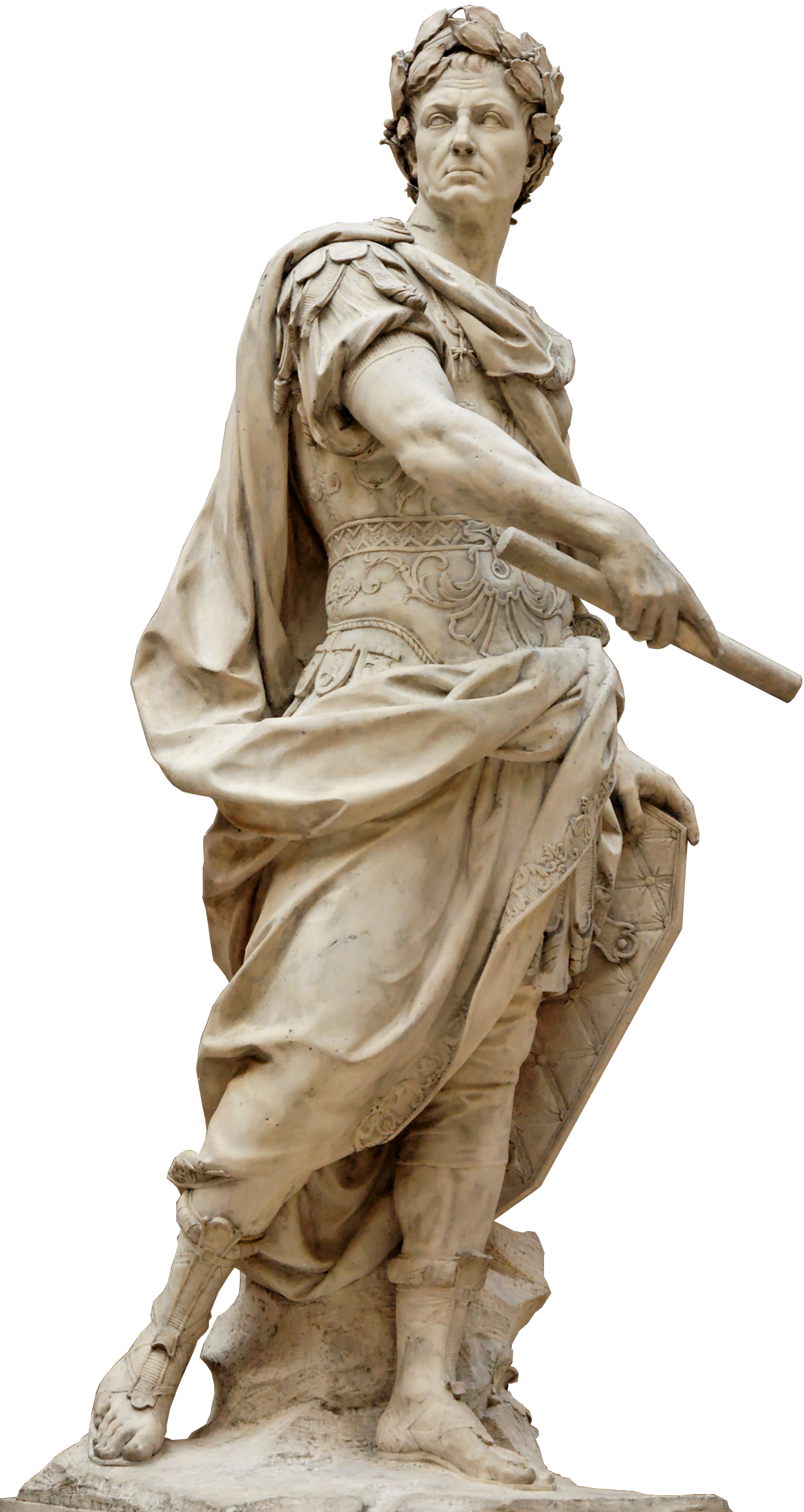
Гай Юлий Цезарь

Гай Юлий Цезарь был знаменитым римским военачальником и государственным деятелем. В списке его достижений завоевание Галлии (современная Франция и Бельгия — 58—50 годы до н. э.), победа в Гражданской войне 49—46 годы до н. э. Значение Kaiser на немецком языке, Царь на славянских языках, и Qaysar на языках исламского мира — это однокоренные слова от римского Caesar. В период с 46-го по 44 годы до н. э. он был диктатором, тем самым, заложив основы монархии и империи в Римской республике. Цезарь также стал родоначальником ряда политических и социальных реформ в государственной структуре Рима. Благодаря своим военным достижениям и завоеваниям Цезарь добился популярности у римских граждан, а выдающиеся ораторские способности позволили укрепить эту популярность, которая стала основой для восхождения на высшие ступени власти в римском государстве.
В период с 46-го по 44 годы до н. э. Юлий Цезарь был диктатором, тогда он и заложил принципы диктатуры в Римской республике, ставшие основой для возникновения Римской империи, которая фактически оформилась при правлении наследника Цезаря — Октавиана Августа. Став вначале консулом республики, а затем и диктатором, Юлий Цезарь проводил реформы, которые усилили единоличную власть главы государства, расширили его полномочия и права при принятии решений. Одновременно с этим он заложил основы реформы, которая делала роль патрициев все более формальной, и постепенно отлучала их от значительного влияния на политические и военные события республики.
Правление Цезаря стало основой для экономического процветания Рима. Присоединив к Римскому государству Галлию, а, также расширив влияние среди стран Средиземноморского бассейна, он позволил стать Риму экономическим гегемоном античного мира. Цезарь был убит 15 марта 44 года до н. э. в результате заговора, во главе которого стояли сенаторы, в том числе Гай Кассий Лонгин и Марк Юний Брут.

#### Октавиан Август и Марк Антоний

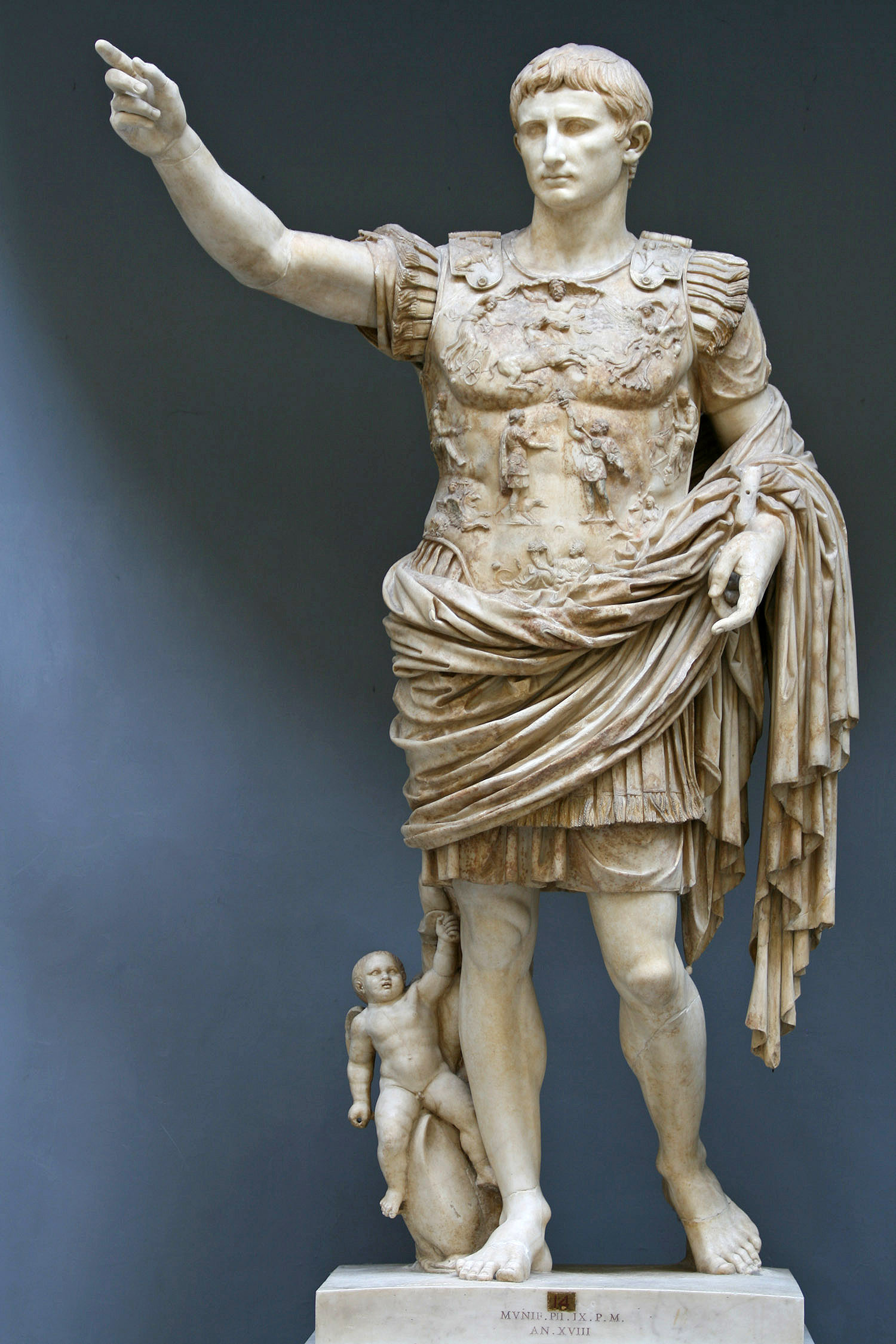
Статуя императора Августа из Прима Порта

После убийства Цезаря, Октавиан получил в управление Цизальпинскую и большую часть Трансальпийской Галлии. Марк Антоний, видевший себя единственным преемником Цезаря, стал открыто соперничать с ним за будущую власть над Римом. Однако пренебрежительное отношение к Октавиану, многочисленные интриги, попытка отнять Цизальпинскую Галлию у предыдущего прокуратора Брута и набор войска для войны вызвали неприязнь к Антонию среди народа.
Сенат поручил консулам 43 года Пансе и Гирцию поддержать Октавиана. В середине апреля Антоний разбил Пансу, но позже потерпел поражение от Гирция. Совместно с Гирцием Октавиан нанёс Антонию сокрушительное поражение, и тот был вынужден бежать. Вскоре Антонию удалось собрать 23 легиона, из которых 17 и 10 тысяч всадников двинулись под его начальством в Италию. Однако Октавиану, не получившему от Сената желаемого признания, в ходе переговоров удалось договориться с Антонием. В 42 году до н. э. Антоний и Октавиан в двух битвах наголову разгромили сначала Кассия, потом Брута. После собственной агитации в Греции, Антоний прибыл в Азию, где собирался набрать деньги для выплаты солдатских жалований и из Киликии выслал египетской царице Клеопатре предложение заключить союз с новыми триумвирами. Однако Клеопатра явилась перед ним лично, и соблазнённый Антоний отправился вслед за ней в Александрию, где довольно долго вёл праздную жизнь. В Риме были недовольны проегипетской политикой Антония. Когда Октавиан, уступая общественному давлению и в то же время преследуя свои цели, стал готовиться к войне, Антоний развёлся с Октавией, однако энергичных действий не предпринял, продолжая увеселительную поездку по Греции. Вскоре Цезарион по настоянию Клеопатры был провозглашён преемником Цезаря, что положило конец союзу между бывшими триумвирами. Антоний был объявлен врагом государства, лишён всех должностей и будущего консульства. В битве при Акции соединённые силы Антония и Клеопатры потерпели поражение. Вскоре после этого оставшиеся у Антония войска покинули его. После вторжения в 31 году до н. э. Октавиана в Египет все предложения Антония о мире были отклонены. Когда Октавиан появился у ворот Александрии, Антоний с конным отрядом отразил первую атаку. Получив ложное известие о том, что Клеопатра покончила жизнь самоубийством, Антоний бросился на свой меч. Октавиан Август стал первым римским императором в истории всего государства.

### Падение республики
Главной причиной падения республики являлось противоречие между политической формой республики I века до н. э. и её социально-классовым содержанием. Широкий средиземноморский рынок, новые группы провинциальных рабовладельцев, сложные взаимоотношения между Италией и провинциями, между гражданами и «негражданами» настоятельно требовали новой системы управления. Было невозможно управлять мировой державой методами и аппаратом, пригодными для маленькой общины на Тибре.
Старые классы, интересы которых отражала римская республика, к концу I века до н. э. исчезли или деградировали. Почти совершенно исчезло италийское крестьянство; нобилитет и всадничество в результате гражданских войн в значительной своей части погибли физически или разорились. На смену нобилитету и всадничеству пришли новые социальные группировки: новые богачи, люмпен-пролетариат, военные колонисты. Они ничем не были связаны со старой республикой. Их существование было тесно связано с военной империей, с победоносными полководцами конца республики.
Профессиональная армия, выросшая из гражданских войн, явилась непосредственной опорой этих полководцев и главным орудием военного переворота.
Падение республики было неизбежно. Октавиан победил потому, что за ним стояла Италия, что он мог использовать единый аппарат римского государства. Он был хитрее, осторожнее, выдержаннее Антония, он был приёмным сыном Цезаря. Октавиан победил, наконец, потому, что его политическая воля была единой и целеустремлённой, что вокруг него не было той борьбы двух партий, римской и восточной, партии римских эмигрантов и партии Клеопатры, которая ослабляла и парализовывала волю Антония.

## Императорский Рим
Статья Римская империя содержит обобщающий материал императорского периода Рима

### Ранняя Римская империя. Принципат (27/30 год до н. э. — 235 год н. э.)

#### Правление Августа (31 год до н. э. — 14 год н. э.)
Основой полномочий Октавиана были трибунат и высшая военная власть. В 29 году до н. э. он получил почётное прозвище «Август» («Возвеличенный») и был провозглашён принцепсом (первым лицом) Сената; отсюда название новой политической системы — принципат. В 28 году до н. э. римляне разгромили племя мёзов и организовали провинцию Мёзию. Во Фракии между тем развернулась ожесточённая борьба между сторонниками и противниками римской ориентации, которая на несколько лет отложила окончательно завоевание Фракии римлянами. В 24 до н. э. Сенат освободил Августа от любых ограничений, накладываемых законом, в 13 до н. э. его решения были приравнены к сенатским постановлениям. В 12 до н. э. он стал великим понтификом, а во 2 до н. э. удостоился звания «отца отечества». Получив в 29 до н. э. цензорские полномочия, Август изгнал из Сената республиканцев и сторонников Антония и сократил его состав.
Август осуществил военную реформу, завершив длившийся целое столетие процесс создания римской профессиональной армии. Теперь солдаты служили 20-25 лет, получая регулярное жалованье и постоянно находясь в военном лагере без права заводить семью. По выходе в отставку им выдавалось денежное вознаграждение и предоставлялся участок земли. Принцип добровольного найма граждан в легионы и провинциалов во вспомогательные соединения, были созданы гвардейские части для охраны Италии, Рима и императора — преторианцы. Впервые в римской истории были организованы специальные полицейские части — когорты вигилов (стражей) и городские когорты.

#### Династия Юлиев-Клавдиев

##### Тиберий
Тиберий Клавдий Нерон (14—37 годы н. э.) был вторым римским императором, приёмным
сыном и преемником Октавиана Августа, основателем династии Юлиев-Клавдиев. Он прославился как успешный полководец, а его репутация как высокомерного и распущенного человека, скорее всего, необоснованна.
Вместе со своим младшим братом Друзом, Тиберий смог расширить границы Римской империи по Дунаю и в Германию (16—7 годы до нашей эры, 4—9 годы нашей эры).
В целях экономии государственных средств император сократил денежные раздачи и число зрелищ. Тиберий продолжил борьбу с злоупотреблениями провинциальных наместников, полностью ликвидировал откупную систему и перешёл к прямому сбору налогов.

##### Калигула

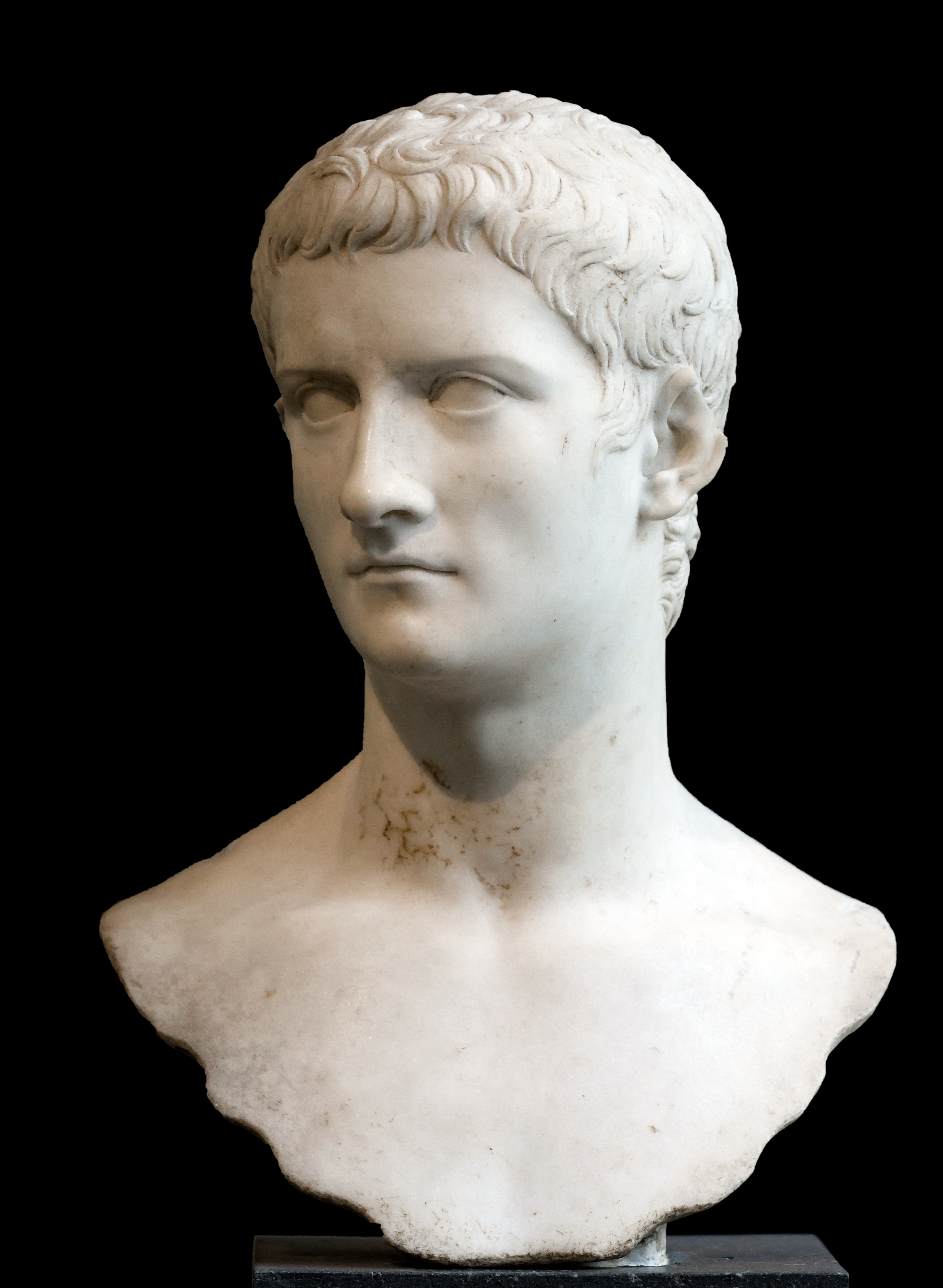
Калигула

Калигула (Полное имя Гай Цезарь Август Германик) (37—41 годы н. э.) — третий римский император, внучатый племянник Тиберия. Калигула пытался установить неограниченную монархию, ввёл пышный придворный церемониал и требовал от подданных называть его «господином» и «богом», повсюду насаждался императорский культ. Им проводилась политика открытого унижения Сената и террора против аристократии и всадничества. Опорой Калигулы являлись преторианцы и армия, а также городской плебс, для привлечения симпатий которого он тратил огромные средства на раздачи, зрелища и строительство. Истощённая казна пополнялась за счёт конфискаций имущества осуждённых. Режим Калигулы вызвал всеобщее недовольство, и в январе 41 он был убит в результате заговора преторианской верхушки.

##### Клавдий I
Клавдий (41—54 годы н. э.) является четвёртым императором, дядей императора Калигулы. После убийства племянника он был найден солдатом преторианской гвардии, приведён в лагерь и против воли провозглашён императором. Утвердившись во власти, он казнил организаторов убийства Калигулы, отменил многие одиозные законы, амнистировал незаконно осуждённых. С детства имел плохое здоровье и считался слабоумным, хотя некоторые историки утверждают, что это был очень мудрый и нетипично для того времени моральный политик, поэтому был не понят современниками и прозван слабоумным. В правление Клавдия продолжалась политика романизации и постепенного предоставления гражданских прав покорённому населению, был построен новый водопровод, порт Портус, осуществлено осушение Фусцинского озера.

##### Нерон
Нерон (54—68 годы н. э.) был пятым римским императором, последним из династии Юлиев-Клавдиев. Римский император Нерон прославился и сделал свой вклад в историю как неоднозначный и сложный человек, который с одной стороны знаменит своей жестокостью, паранойей, боязнью заговоров и покушений на себя, а с другой известен как любитель изящных искусств, поэзии, пиров и спортивных игр.
Правление Нерона характеризуется крайней жестокостью. Так, была убита его жена Октавия, которая не смогла подарить ему наследника, были уничтожены сотни патрициев и граждан Римской империи, которые подозревались в заговорах или неодобрении его политики. Неуравновешенность и сложное психическое состояние Нерона подтверждается пожаром, который он устроил в Риме. Чтобы получить незабываемые впечатления и эмоциональный прилив, который был необходим ему как поэту и театральному актёру, Нерон поджёг город и наблюдал за пожаром с холма, делясь впечатлениями с окружавшими его патрициями и придворными. Подтверждением жестокости императора стало расследование причин пожара. Им была выдвинута мысль о причастии христиан к поджогу города. Тысячи христиан, которые в те времена жили в Риме и его окрестностях были арестованы и собраны в тюрьмах города. По указу императора христиане были подвергнуты пыткам и издевательствам и в конечном итоге были получены признания от лидеров христиан, в том, что именно они подожгли город. А когда было получено признание — тысячи невинных людей были казнены или же использованы для организации гладиаторских боёв, самые крупные представления посетил сам Нерон со своей свитой, которую заставлял разделять получаемое им удовольствие.
Нерон не имел интереса к политике и управлению государством. Такое отношение к государству привело к началу упадка в экономике, отсутствию поддержки в среде аристократии, обеспеченных граждан, армии.
Нерон умер 9 июня 68 года, покончив жизнь самоубийством. Из-за отсутствия наследников и последователей, Нерон стал последним Римским императором династии Юлиев-Клавдиев.

##### Итог правления династии
Во внешней политике Юлии-Клавдии превратили следующие покорённые царства в римские провинции: Каппадокия, Коммагена, Мавритания, Фракия, Понт, южная Британия. Границы Римской империи значительно расширились.

#### Династия Флавиев

Фрагмент Колизея в Риме

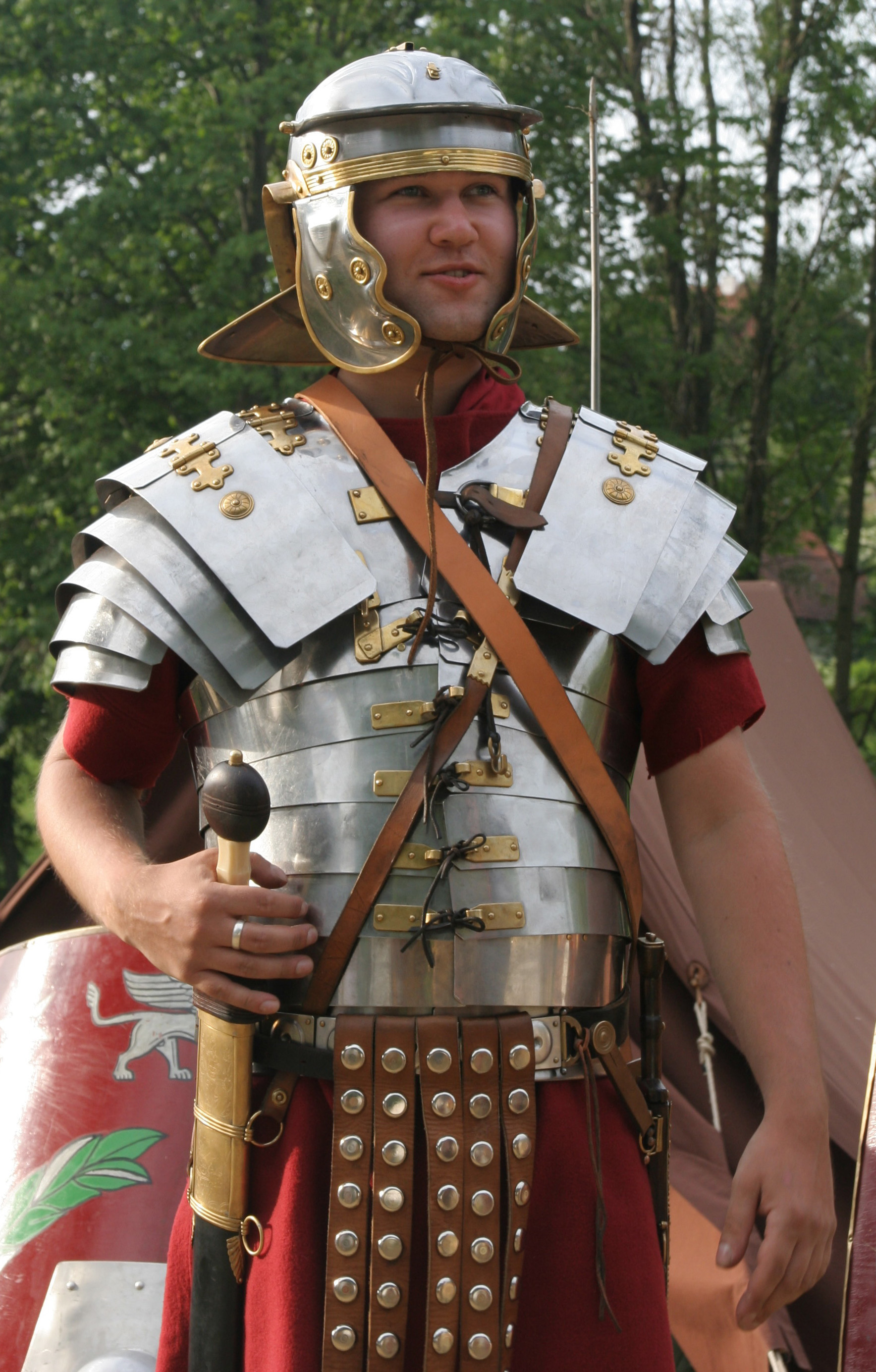
Римский легионер в I веке н. э. Реконструкция

Правившая в 69—96 годах династия Флавиев состояла из трёх императоров: Веспасиана, Тита и Домициана. Веспасиан (69—79) был основателем династии, укрепившим императорскую власть. Он подавил мятеж германского племени батавов и восстание иудеев, сократил численность преторианской гвардии, провёл чистку Сената и включил в него представителей италийской муниципальной верхушки и ряд знатных провинциалов. Он упорядочил финансы благодаря режиму строгой экономии и увеличению налогов, что позволило ему осуществить крупные строительные проекты: Форум Веспасиана, храм Мира, Колизей.
Преемниками Веспасиана были его сыновья Тит (79—81) и Домициан (81—96). В целях пополнения оскудевшей казны, Домициан развязал террор против имущих слоёв, который сопровождался массовыми конфискациями. По примеру Калигулы, Домициан требовал именовать себя «господином» и «богом» и ввёл ритуал церемониального поклонения, а для подавления оппозиции Сената он проводил периодические его чистки, используя полномочия пожизненного цензора. В обстановке всеобщего недовольства был составлен заговор, и он был убит в сентябре 96 года.
При Флавиях многие представители провинциальной знати были введены в Сенат из всаднического сословия. Флавии распространяли на провинциалов права римского и латинского гражданства, что способствовало расширению социальной базы императорской власти. Проводимая Флавиями политика отражала интересы провинциальной знати, вызывая в ряде случаев недовольство Сената.

#### Династия Антонинов

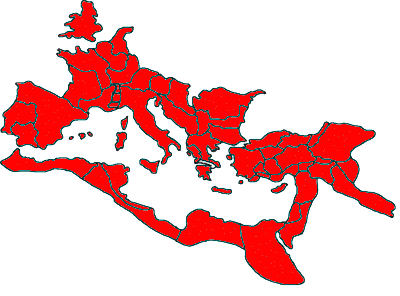
Границы Римской империи в 117 году

Династия Антонинов — третья от начала принципата римская императорская династия, её представители: Нерва (96-98), Траян (98-117), Адриан (117—138), Антонин Пий (138—161), Марк Аврелий (161—180) и Коммод (180—192). Правление Антонинов было эпохой относительной стабилизации, но все же оно не избежало крупных внутриполитических потрясений: мятежи иудеев при Траяне и Адриане, волнения в Греции, Египте и Мавритании при Антонине Пии, восстания в Британии и в Египте и мятеж наместника Сирии Авидия Кассия при Марке Аврелии. Кризисные тенденции усилились при Коммоде, который попытался возродить абсолютистский курс Калигулы, Нерона и Домициана: ущемление высших слоёв, террор против сенатской оппозиции, заигрывание с армией (повышение жалованья солдатам) и столичным плебсом (щедрые раздачи и грандиозные зрелища), требование божественных почестей и провозглашение себя новым Геркулесом. Истощение казны, массовые конфискации, увеличение налогов, неспособность государства обеспечить бесперебойное снабжение Италии продовольствием и справиться с многочисленными разбоями в провинциях лишили Коммода какой-либо поддержки в обществе. В ночь на 1 января 193 он был убит в результате заговора своих приближённых. С его гибелью окончилась эпоха Антонинов.

#### Династия Северов
К династии Северов принадлежали: Септимий Север (193—211), Каракалла (211—217), Гета (211—212), Гелиогабал (218—222) и Александр Север (222—235). Главным во внешней политике Северов был восточный вопрос. Во время войны 195—198 Септимию Северу удалось отразить парфянское нашествие, захватить всю Месопотамию и превратить её в римскую провинцию. В 215 Каракалла совершил успешный поход в Парфию. Важной задачей была защита рейнско-дунайской границы от вновь усилившегося в начале III века натиска германских и сарматских племён. В 212—214 Каракалла вёл борьбу с хаттами и алеманнами на Рейне и с карпами и языгами на Среднем Дунае. В 234—235 с переменным успехом с алеманами сражался Александр Север. Ещё одним местом военных действий стала Римская Британия, куда в 208 вторглись пикты, населявшие Каледонию: к 211 римляне вытеснили их за вал Адриана, однако смерть императора помешала им овладеть северной частью острова.

### Кризис III века в Римской империи (235—284)
III век был периодом политической нестабильности, империю регулярно сотрясали гражданские войны. Между 235 и 268 годами было провозглашено 29 императоров (включая узурпаторов) и лишь 1 из них умер ненасильственной смертью (от чумы). Это нанесло удар по развитию ремёсел и торговли, а ряд городов были разрушены. Кризисный и послекризисный период сопровождался распространением христианства и упадком античной культуры.

### Поздняя Римская империя. Доминат (284—476)
Диоклетиан (284—305), став императором Рима, столкнулся с серьёзными внутри- и внешнеполитическими проблемами. Диоклетиан пошёл по пути дальнейшего укрепления императорской власти. Он окончательно порвал с прежним принципатом, основанным Октавианом Августом и установил систему домината: император перестал быть лучшим гражданином и первым из сенаторов, чьи чрезвычайные полномочия основывались на его особом авторитете; отныне он превратился в абсолютного монарха, обожествлённого и возвышающегося над законами. Основой режима домината являлся разветвлённый центральный и местный бюрократический аппарат, развитию которого способствовала реформа провинциального управления.

#### Правление Константина I Великого и его преемников
Правление Константина было поворотным пунктом в истории Европы, в частности потому, что Константин поощрял рост христианской церкви. В 325 он созвал Никейский собор с тем, чтобы сформулировать христианское вероучение, и лично председательствовал на многих его заседаниях. В 330 он основал на месте древнего Византия Константинополь и перенёс туда свою столицу. Константин умер в Ахироне, пригороде Никомедии, 21 мая 337, во время подготовки к войне с Персией; перед смертью он был крещён. Константин заранее разделил Римскую империю между своими тремя сыновьями: Константин II (337—340) получил Британию, Испанию и Галлию; Констанций II (337—361) получил Египет и Азию; Констант (337—350) получил Африку, Италию и Паннонию, а после смерти его брата Константина II в 340 к нему полностью отошёл Западный Иллирик, Армения и Понт достались двум племянникам Константина, Делмацию и Ганнибалиану.
В 350 году в Августодуне (современный Отён) появился узурпатор Магненций, ему удалось свергнуть Константа с престола; галльские, африканские и италийские легионы провозгласили его императором. В это же время на востоке персидский царь Сапор стал разорять римские владения, и тогда Констанций II, увидев себя со всех сторон окружённым врагами, возвёл в сан цезаря Галла и направил его на восток, а сам со своей армией двинулся против Магненция. В 351 году Констанций II разбил Магненция при Мурсе. Потерпев ещё несколько неудач, Магненций закончил жизнь самоубийством в Лионе в 353 году, бросившись на меч.
Юлиан II в 363 году предпринял поход в Персию (весна — лето) который поначалу складывался весьма успешно: римские легионы дошли до столицы Персии, Ктесифона, но закончился катастрофой и гибелью Юлиана.

#### Образование Западной и Восточной Римских империй
В 383 Грациан (375—383), сын императора Валентиниана I, погиб в результате мятежа Магна Максима, который подчинил своей власти западные провинции. В 392 Валентиниан II был убит своим военачальником франком Арбогастом, провозгласившим императором Запада ритора Евгения (392—394), который, будучи язычником, попытался возродить религиозную политику Юлиана Отступника. В 394 Феодосий I разбил Арбогаста и Евгения под Аквилеей и в последний раз восстановил единство Римской державы. Но в январе 395 он скончался, перед смертью разделив государство между двумя сыновьями: старшему Аркадию достался Восток, младшему Гонорию — Запад. Империя окончательно распалась на Западно-римскую и Восточно-римскую (Византийскую).

#### Распад Западно-римской империи
В начале V века положение Западно-римской империи значительно осложнилось. В 401 году в Италию вторглись вестготы во главе с Аларихом, а в 404 — остготы, вандалы и бургунды под предводительством Радагайса, которых с большим трудом удалось разгромить опекуну императора Гонория (410—423) вандалу Стилихону. После двух осад в 408 и 409 годах Рим впервые в своей многовековой истории был взят 24 августа 410 года вестготами Алариха и подвергнут 2-дневному разграблению.
В правление Валентиниана III (425—455) давление варваров на Западно-римскую империю усилилось. В конце 440-х началось завоевание Британии англами, саксами и ютами. В начале 450-х на Западно-римскую империю обрушились гунны во главе с Аттилой. В июне 451 римский полководец Аэций в союзе с вестготами, франками, бургундами и саксами нанёс Аттиле поражение на Каталаунских полях (к востоку от Парижа), однако уже в 452 году гунны вторглись в Италию. Только смерть Аттилы в 453 и распад его племенного союза избавили Запад от гуннской угрозы. В марте 455 года Валентиниан III был свергнут сенатором Петронием Максимом. В июне 455 вандалы захватили Рим и подвергли его страшному разгрому. Западно-римской империи был нанесён смертельный удар. Вандалы подчинили себе Сицилию, Сардинию и Корсику. В 457 бургунды заняли бассейн Родана (совр. Роны), создав самостоятельное Бургундское королевство. Под властью Рима к началу 460-х осталась фактически одна Италия. Престол стал игрушкой в руках варварских военачальников, которые по своей воле провозглашали и низвергали императоров. Затянувшейся агонии Западно-римской империи положил конец скир Одоакр: в 476 он сверг последнего западно-римского императора Ромула Августа, отослал знаки высшей власти византийскому императору Зенону и основал на территории Италии собственное варварское королевство.
4 сентября 476 года Западная Римская империя прекратила своё существование.
Восточная Римская империя (Византия) просуществовала ещё 10 веков до 1453 года, когда её последний оплот — Константинополь — был захвачен турками и превращён в их столичный Стамбул.